# Louis Nabielak
Ludwik Adolf Nabielak, né le 16 décembre 1804 à Stobierna en Pologne et mort le 14 décembre 1883 à Paris, est un poète et historien polonais qui prit part à l'Insurrection de novembre 1830. En exil en France, il devient ingénieur de mines.

## Biographie
Fils de Jakub Nabielak (1774-1837) et de Marianna née Marynowska (1784-1836), Ludwik obtient son bac en 1821 à Rzeszów, puis étudie le droit à l'Université de Lwów où il participe activement à la vie littéraire et culturelle et où il fonde la Société des Amis des Peuples Slaves. Il s'intéresse au folklore, il visite les Carpates et répertorie des chansons populaires.
Il arrive à Varsovie en mai 1830 pour travailler au sein du journal Dziennik Powszechny sur l'histoire de la Confédération de Bar. Il noue des amitiés avec Joachim Lelewel, Piotr Wysocki, Maurycy Mochnacki, Józef Bohdan Zaleski et Jan Nepomucen Kamiński.

### Insurrection de Novembre 1830
En octobre 1830, le sous-lieutenant Piotr Wysocki, le principal animateur du complot contre le grand-duc Constantin, frère du tsar Nicolas 1er, lui confie l'organisation d'un groupe clandestin de civils. La nuit du 29 novembre 1830, Piotr Wysocki, avec vingt-quatre de ses hommes dont Ludwik Nabielak, s’empare du palais du Belvédère, résidence de Constantin, avec l’intention d’assassiner celui-ci. Mais le grand-duc échappe aux assaillants. Plus tard dans la soirée, les conspirateurs soutenus par le peuple de Varsovie s'emparent de l'Arsenal. Ainsi, la conspiration se transforme en insurrection. Nabielak intègre la Garde d'Honneur en tant que sous-lieutenant.
Le 1er décembre 1830, Louis Nabielak cofonde la Société Patriotique qui exige l'action armée contre la Russie et réclame que le général Józef Chłopicki, chef militaire de l'insurrection, marche vers l'Est pour libérer la Lituanie. Nabielak prend part aux batailles de Iganie, Grochów et Ostrołęka. Pour son courage, il est décoré de la croix de Virtuti Militari et de Croix d'Or de Chevalier.

### Exil en France
À l'échec de l'insurrection, comme 10 000 de ses compatriotes, Nabielak est condamné à l'exil. C'est le début de la Grande Emigration. En 1833, il s'installe en France où il milite au sein de la Société Démocratique Polonaise. En 1834, les autorités russes le condamnent pour sa participation au soulèvement contre le tsar à la pendaison. En 1839, Nabielak entre dans l'École des Mines à Montpellier. Il poursuit ses études à Paris où il obtient un diplôme d'ingénieur de mines en 1843. Il travaille ensuite à Barcelone et pour une mine de cuivre à Alger.
Pendant le Printemps des Peuples en 1848, il co-organise la légion de Mickiewicz et il se fait porte-parole de la philosophie de Andrzej Towiański.
Il épouse Sophie Conrad (1822-1897) fille du colonel Joseph Conrad (en) (1788-1837) dont deux filles Maria Nabielak oblat au couvent de Picpus et Geneviève Nabielak (1855-1911) mariée deux fois la deuxième en 1895 avec Eugène Vialar (1845-1904) père de Paul Vialar.  

Il est mort chez lui, avenue de Clichy à Paris, à l'âge de 78 ans. Son souhait d'être enterré dans le cimetière de Łyczakow à côté de son ami Seweryn Goszczyński, n'a jamais été exaucé. Il est enterré au cimetière du Père-Lachaise aux côtés de ses enfants ( 81e division).

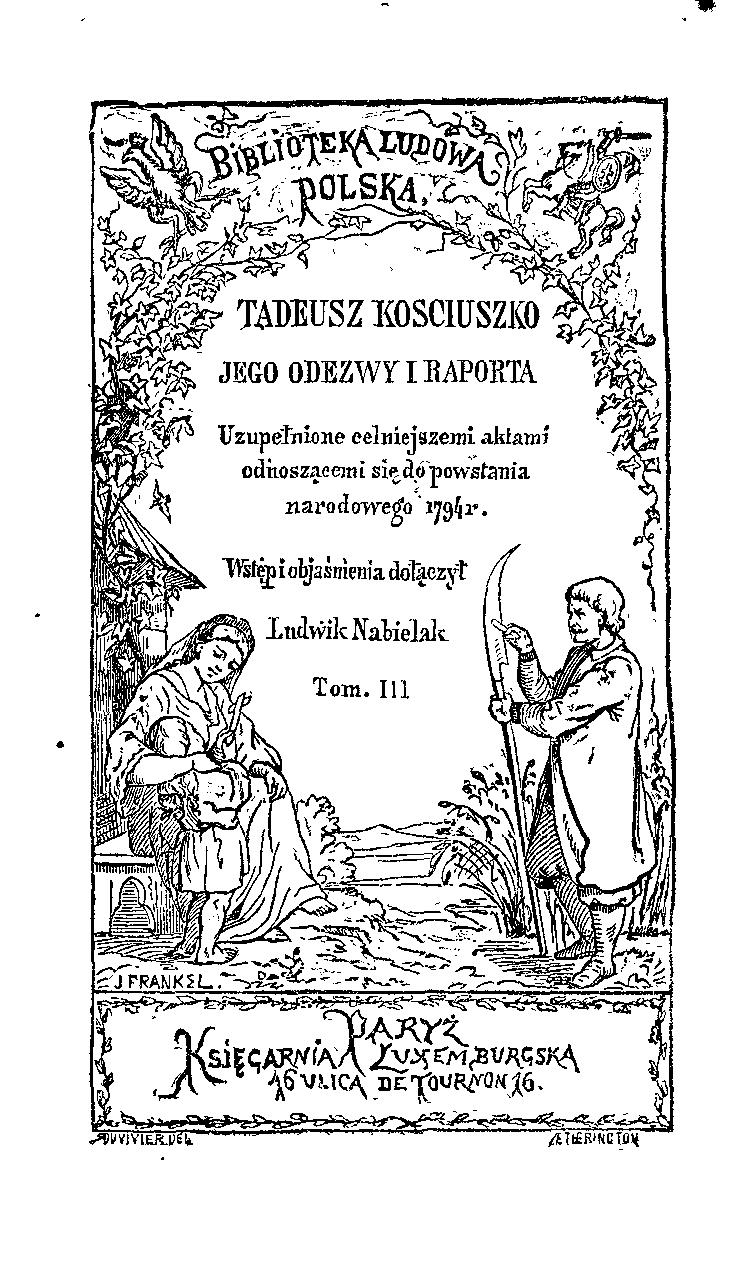
Tadeusz Kościuszko, ses appels et son rapport, Paris, 1871

## Publications
- Ludwik Nabielak do Maurycego Mochnackiego z powodu pism auxerskich, Paris, 1834.
- Jan Klemens Branicki : ustęp z dziejów Polski XVIII wieku, Lwów, 1866.
- Listy Piotra des Noyers sekretarza królowej Maryi Kazimiry, z lat 1680-1683, rzeczy polskich dotyczące, Lwów, 1867.
- Tadeusz Kościuszko, jego odezwy i raporta uzupełnione celniejszemi aktami odnoszącemi się do powstania narodowego 1794 r., Paris, 1871.
- Ludwik Kicki Jenerał Wojsk Polskich (1791 — 1831), Poznań, 1878.

## Descendance
Il épouse Sophie Conrad (1822-1897) dont il a deux filles : Geneviève, née en 1855, qui épousera Pierre Vialar. Geneviève  et Pierre sont parents de Paul Vialar et Joséphine, née en 1857.
En Pologne, plusieurs rues portent son nom: à Varsovie dans le quartier de Mokotów, Przemyśl, Wrocław, Cracovie...

## Source de la traduction
- (pl) Cet article est partiellement ou en totalité issu de l’article de Wikipédia en polonais intitulé « Ludwik Nabielak » (voir la liste des auteurs).